# Jagtprøve
Jagtprøven skal ifølge jagtloven bestås for at få udstedt et jagttegn.
For at bestå jagtprøven kan man læse selv eller blive undervist i jagt på et aftenskolekursus. 
Undervisningsmaterialet, som omfatter en obligatorisk jagtprøve, kan fås hos jagtforeningerne. Dog skal man følge det obligatoriske våbenkursus hos en godkendt våbenkursuslærer, der også sørger for tilmelding til jagtprøven til Miljøstyrelsen. Man kan få konverteret en norsk, svensk eller finsk jagtprøve til dansk jagttegn uden at skulle bestå dansk jagtprøve, hvis man har bopæl i Danmark. Dog kræves dokumentation for aflagt jagtprøve (evt. våbentilladelse) og kopi af dansk sygesikringsbevis. Udlændinge fra andre lande end de 3 nævnte skal, hvis de får fast bopæl i Danmark, bestå den danske prøve.[kilde mangler]
Man kan få riffelpåtegning på jagttegnet ved at bestå riffelprøven. Når riffelprøven er bestået, står den fremover på jagttegnet. Man skal ikke op til ny riffelprøve, hvis man sælger sin riffel og på et senere tidspunkt anskaffer sig et nyt.  Man kan ikke  konvertere en norsk, svensk eller finsk riffelprøve til en dansk riffelprøve, selv om man har bopæl i Danmark. Dermed skal nordiske jægere som flytter til Danmark, bestå den danske riffelprøve, uanset hvis man tidligere har haft ret til riffeljagt i en anden nordisk land.[kilde mangler]
Jagttegn og jagtprøver i 2004·  Ca. 159.200 personer løste jagttegn i 2004. 
- 6.005 aflagde jagtprøve. 82,4% bestod.
- 4.427 tilmeldte sig riffelprøven. 75,6% bestod.
- 50 tilmeldte sig bueprøven. 80% bestod.